# Canoparmelia amabilis
Canoparmelia amabilis är en lavart som beskrevs av Heiman & Elix. Canoparmelia amabilis ingår i släktet Canoparmelia och familjen Parmeliaceae.   Inga underarter finns listade i Catalogue of Life.